# BC Dinamo Tbilisi
Basketball Club Dinamo Tbilisi (Georgisch: საკალათბურთო კლუბი დინამო თბილისი), is een professionele basketbalclub uit Tbilisi, Georgië. De club speelt in de Georgian Top League.

## Geschiedenis

### Sovjet-Unie
De club is opgericht in 1934, en is daarmee een van de oudste clubs van de Sovjet-Unie. De club heeft verschillende titels gewonnen, waaronder de FIBA European Champions Cup (nu EuroLeague) in 1962. In 1960 speelde Dinamo tegen SKA Riga uit de Sovjet-Unie. Uit en thuis werd er verloren. De eerste wedstrijd verloren ze met 61-51. De tweede wedstrijd verloren ze met 69-62. In 1962 won Dinamo wel de FIBA European Champions Cup. Ze speelde tegen Real Madrid uit Spanje. De wedstrijd eindigde in 90-83. In 1969 haalde Dinamo de finale om de Saporta Cup. Ze speelde tegen Slavia VŠ Praag uit Tsjecho-Slowakije. Ze verloren met 80-74. De topspelers die voor Dinamo speelde waren Goeram Abasjidze, Valeri Altabajev, Ilarion Chazaradze, Nikoloz Derioegini, Nodar Dzjordzjikia, Revaz Gogelia, Levan Intskirveli, Gennadi Kapoestin, Aleksandre Kiladze, Micheil Korkia, Otar Korkia, Anzor Lezjava, Goeram Minasjvili, Levan Mosesjvili, Vladimer Oegrechelidze, Aleksandr Petrov, Zoerab Sakandelidze en Amiran Schiëreli.

### Georgië
Na de ineenstorting van de Sovjet-Unie werd Dinamo de allereerste winnaar van de onafhankelijke Georgian Top League in 1991. Het gebrek aan succes in de afgelopen tijd is te danken aan het uitblijven van een grote sponsor. Echter, de Bank of Georgia (bank van Georgië) werd de club patroons in 2011, waardoor de ploeg kon worden versterkt met buitenlandse spelers, en meer ambitieuze doelstellingen konden worden vastgesteld voor de toekomst. De club speelt daarom in de oranje kleuren in plaats van het vertrouwde blauw. In totaal hebben ze zes Superliga titels, drie Georgische basketbalbekers en twee Otar Korkia Supercups behaald.
In oktober 2018 kochten tweevoudig NBA-kampioen Zaza Pachulia en voormalig basketbalspeler Shio Khetsuriani het team. De club kreeg haar oorspronkelijke kleuren blauw en wit weer terug.

## Erelijst
- Landskampioen Sovjet-Unie: 4
  - Winnaar: 1950, 1953, 1954, 1968
  - Tweede: 1947, 1960, 1961, 1969
  - Derde: 1948, 1952, 1965, 1977
- Bekerwinnaar Sovjet-Unie: 3
  - Winnaar: 1949, 1950, 1969
  - Runner-up: 1953, 1973
- Landskampioen Georgië: 6
  - Winnaar: 1991, 1992, 2003, 2014, 2017, 2018
  - Tweede: 1996, 1997, 2002, 2004, 2015, 2016
  - Derde: 1993, 1995, 2005
- Bekerwinnaar Georgië: 3
  - Winnaar: 2004, 2015, 2016
- Otar Korkia Supercup: 2
  - Winnaar: 2016, 2017
  - Runner-up: 2014, 2015
- FIBA European Champions Cup: 1
  - Winnaar: 1962
  - Runner-up: 1960
- Saporta Cup:
  - Runner-up: 1969

## Bekende (oud)-spelers
| - - Goeram Abasjidze - - Valeri Altabajev - - Giorgi Avalisjvili - - Ilarion Chazaradze - - Nikoloz Derioegini - - Nodar Dzjordzjikia - - Revaz Gogelia - - Levan Intskirveli - - Anton Kazanjian - - Aleksandre Kiladze | - - Micheil Korkia - - Otar Korkia - - Anzor Lezjava - - Goeram Minasjvili - - Levan Mosesjvili - - Vladimer Oegrechelidze - - Zoerab Sakandelidze - - Amiran Schiëreli - - Gennadi Kapoestin - - Aleksandr Petrov |

## Bekende (oud)-coach
- - Shalva Diasamidze (1947-1949)
- - Giorgi Avalisjvili (1945-1968)
- - Otar Korkia (1962-1967)
- - Aleksandre Kiladze (1969-1970)
- - Levan Mosesjvili (1972-1998)
- - Micheil Korkia (1980-1981)
- - Zoerab Sakandelidze (1979-1983)

## Vroegere tenue
| 2011-2018 | 2011-2018 |

5 Mosesjvili ·
6 Minasjvili  ·
7 Chazaradze ·
8 Gogelia ·
9 Altabajev ·
10 Lezjava ·
11 Intskirveli ·
12 Oegrechelidze ·
13 Kiladze ·
14 Petrov ·
15 Kazanjian ·
16 Schiëreli ·
Coach: Korkia
· Assistent-coach: Avalisjvili
· Assistent-coach: 